# Estadio Municipal de Legnica
El Estadio Municipal de Legnica (en polaco: Stadion Miejski w Legnicy), también llamado Estadio del Águila Blanca (Stadion Orła Białego), es un estadio de fútbol ubicado en Legnica, Polonia. Es el estadio donde el Miedź Legnica juega sus partidos como local.

## Historia
Construido al finalizar de la Segunda Guerra Mundial, el estadio fue inaugurado en julio de 1948. Entre 1966 y 1969 fue remodelado para ampliar el aforo hasta las 20.000 personas. Unos años más tarde, se convirtió en la sede del Miedź Legnica, fundado en 1971. Tras alzarse con la Copa de Polonia en 1992, el club no pudo disputar en sus instalaciones el partido de la Recopa de Europa de la UEFA contra el AS Mónaco de la temporada siguiente, debido a que el terreno de juego no cumplía con los requisitos de la UEFA, trasladando el encuentro al cercano estadio del Zagłębie Lubin.
El Estadio Municipal de Legnica tuvo que esperar cerca de quince años para ser renovado por completo. Entre 2005 y 2009 se reconstruyeron las cuatro gradas, añadiendo entre 2013 y 2017 los postes de iluminación y una cubierta completa para todo el recinto, así como una cancha climatizada y varios campos de entrenamiento en sus inmediaciones, uno de ellos con césped artificial, una pista de atletismo, iluminación y una tribuna para aproximadamente 200 espectadores. En 2010 el estadio batió su récord de asistencia después de que 6.946 personas se reuniesen en el recinto para un Congreso de Testigos de Jehová.